# Diegeza

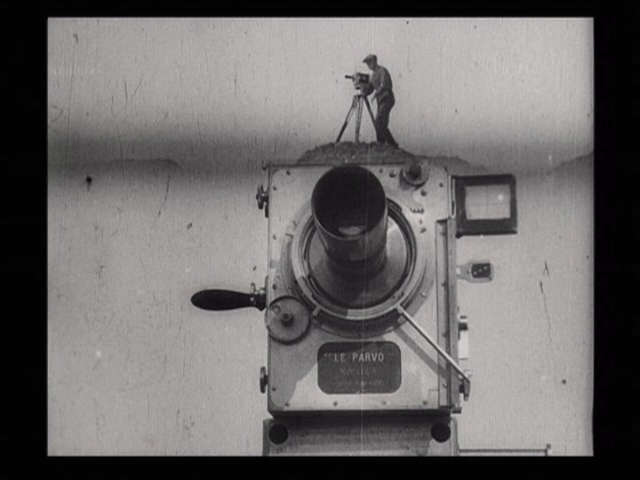
Kadr z filmu Człowiek z kamerą Dzigi Wiertowa z 1929 roku. Autotematycznymi elementami świata przedstawionego jest zarówno kamera, jak i jej operator

Diegeza (z gr. διηγεῖσθαι dihgeῖsthai 'opowiadać (szczegółowo)' ) – pojęcie z zakresu narratologii określające wszystkie elementy składające się na świat przedstawiony dzieła .
Pojęcie diegezy jest stosowane zwłaszcza w odniesieniu do struktury dzieła filmowego. Poszczególne składowe, takie jak warstwa dźwiękowa: efekty akustyczne, muzyka, komentarz narratora można określić jako diegetyczne, a więc usytuowane niejako „wewnątrz” świata filmu, bądź jako niediegetyczne – pochodzące spoza niego .
Sposób konstrukcji diegezy może wpływać na immersję, czyli niejakie „zanurzenie” odbiorcy w dziele czy też jego usytuowanie w stosunku do niego. Czynnikiem wpływającym na odbiór diegezy może być np. jej spójność  lub brak takowej.
O braku spójności diegetycznej dzieła filmowego był przekonany np. radziecki reżyser Dziga Wiertow, który twierdził, iż nie występują więzi pomiędzy poszczególnymi ujęciami filmowymi .